# Jan Czeczot

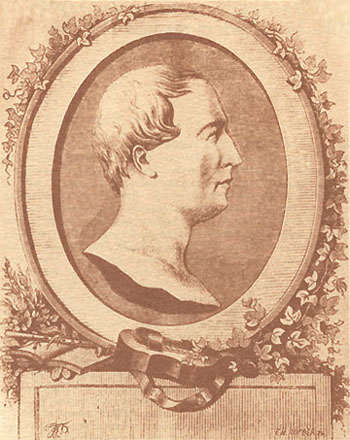
Jan Czeczot (19. Jahrhundert)

Wappen von Jan Czeczot

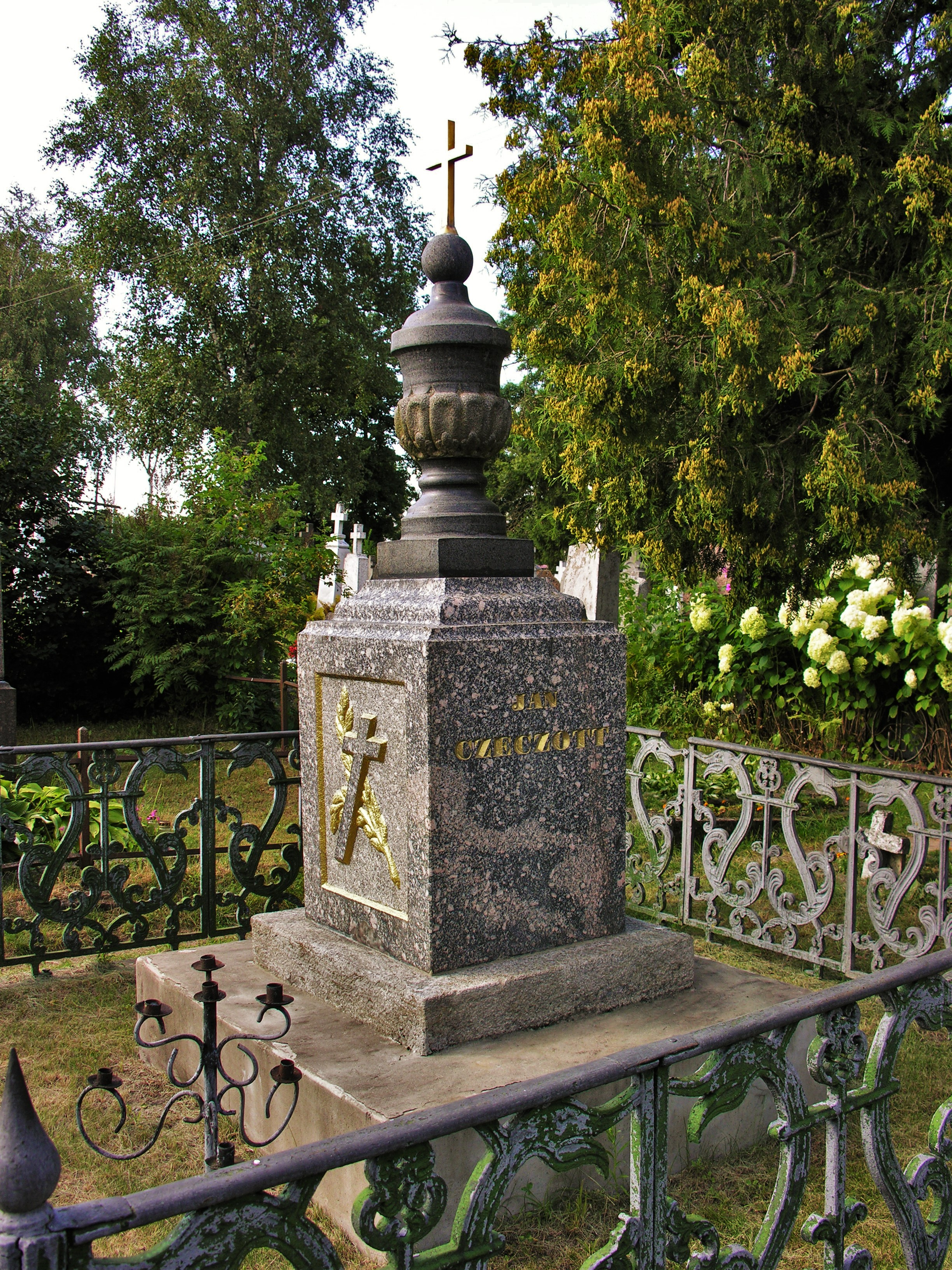
Grab von Jan Czeczot in Ratnica

Jan Antoni Czeczot, Herb Ostoja (* 24. Juli 1796 in Maluszyczy, heute belarussisch Малюшыч in der Hrodsenskaja Woblasz nahe Nawahradak; † 23. August 1847 in Druskininkai, heute in Litauen) war ein polnischer Ethnograf und Schriftsteller der polnischen Romantik mit Belarussischer Herkunft.
Fasziniert von Folklore und traditionellen Volksliedern der Gründer des Großfürstentum Litauens, das Teil der polnisch-litauischen Adelsrepublik war, rief er Hunderte dieser Melodietexte mit seinen Werken wieder ins Bewusstsein. Inspiriert von den Volksliedern, schrieb er auch einige Gedichte in einer Art vormodernem Belarussisch. Oft wird er zitiert als einer der ersten polnischen Ethnografen überhaupt und einer der Vorreiter der nationalen Wiederbelebung von Belarus, nachdem das Land mit den Teilungen Polen-Litauens unter russischer Fremdherrschaft fiel.

## Biografie
Jan Czeczot war Sohn von Tadeusz Czeczot und gehörte als Teil der polnischen Szlachta zum wohlhabenden Adelshaus Ostoja. Er besuchte in Nawahradak die Schule des Dominikanerordens und studierte ab 1816 an der Universität Vilnius.
Dort befreundete er sich mit vielen polnischen Romantikern, u. a. mit Adam Mickiewicz, der Czeczot's frühe Werke unterstützte.
Ihre Freundschaft findet sich verewigt in der Widmung zu Mickiewiczs 3. Teil seines bekannten Dramas Dziady. Czeczot wurde auch Geschäftsführer der
Towarzystwo Filomatów, einer geheimen Studentenorganisation der Universität Vilnius, die von 1817 bis 1823 bestand (von griech.: Philomathes, Liebhaber der Weisheit), und wurde Freund von Ignacy Domeyko, mit dem er seine Leidenschaft für die belarussische Folklore teilte.
Nach der Aufdeckung der Organisation 1823 durch die Ochrana (russische Geheimpolizei), kam Czeczot in Haft und wurde nach Sibirien gebracht. Nach Ablauf seiner Strafgefangenschaft 1833 ließ er sich in Lepel nieder, wo er bis 1839 vorübergehend bei der Kanalverwaltung arbeitete.
Im Jahr 1837 wurde ihm gestattet sein erstes Buch zu veröffentlichen, die Piosnki wieśniacze znad Niemna i Dźwiny, niektóre przysłowia i idiotyzmy w mowie sławiano-krewickiej z postrzeżeniem nad nią uczynionymi (Volkslieder vom Memel und der Düna, einige Sprüche in slawisch-krewischen Worten..) – Die zweite Edition dieser Gedichtsammlung, später im Jahre 1844 veröffentlicht, wurde deutlich ausgebaut und beinhaltete viele Übersetzungen seiner Werke, die als Vorgänger des modernen Belarussisch betrachtet werden.
Im Jahr 1839 gewährte man Czeczot die Heimreise nach Maluszyczy. Da er dort aber keine andere Arbeit fand, arbeitete der Schriftsteller fünf Jahre lang als Bibliothekar eines Familienanwesens der Chrebtowicze-Familie, die mit seinem Elternhaus befreundet war.
Von seiner Strafgefangenschaft in Sibirien erholte sich Czeczot nie vollständig. Im Jahr 1846 besuchte er das Heilbad Druskininkai, aber die medizinische Behandlung blieb erfolglos und Jan Czeczot starb dort ein Jahr später. Er wurde auf einem kleinen Friedhof im Stadtteil Ratnyčia der litauischen Kurortstadt Druskininkai, beerdigt.
Einige seiner Werke, veröffentlicht im letzten Abschnitt seines Lebens, erreichten große Popularität. Unter den Liebhabern seiner Gedichte war der sehr bedeutende, polnische Komponist Stanisław Moniuszko, der sogar entschied, einige der Gedichte Czeczot's mit Musik zu illustrieren.
Das bekannteste unter ihnen ist Moniuszkos Prząśniczka (Die Frau am Spinnenrad) aus seinem bekannten Hausliederbuch für Sologesang und Klavier (Śpiewników domowych).